# Vrhovina (Garčin)
Vrhovina je naseljeno mjesto u Republici Hrvatskoj u sastavu općine Garčin u Brodsko-posavskoj županiji.

## Zemljopis
Vrhovina se nalaze na južnim obroncima Dilja, 9 km sjeverozapadno od Garčina, susjedna naselja su Korduševci na zapadu, Klokočevik na istoku, te Šušnjevci na jugu.

## Stanovništvo
Prema popisu stanovništva iz 2011. godine Vrhovina je imala 261 stanovnika. 
| broj stanovnika | 279   | 350   | 323   | 417   | 513   | 564   | 570   | 625   | 503   | 502   | 481   | 386   | 333   | 280   | 302   | 261   | 172   |
|                 | 1857. | 1869. | 1880. | 1890. | 1900. | 1910. | 1921. | 1931. | 1948. | 1953. | 1961. | 1971. | 1981. | 1991. | 2001. | 2011. | 2021. |

## Vanjske poveznice
- Stranice Općine Garčin/ Naselje Vrhovina  Arhivirana inačica izvorne stranice od 27. svibnja 2009. (Wayback Machine)